# Liliowiec ogrodowy

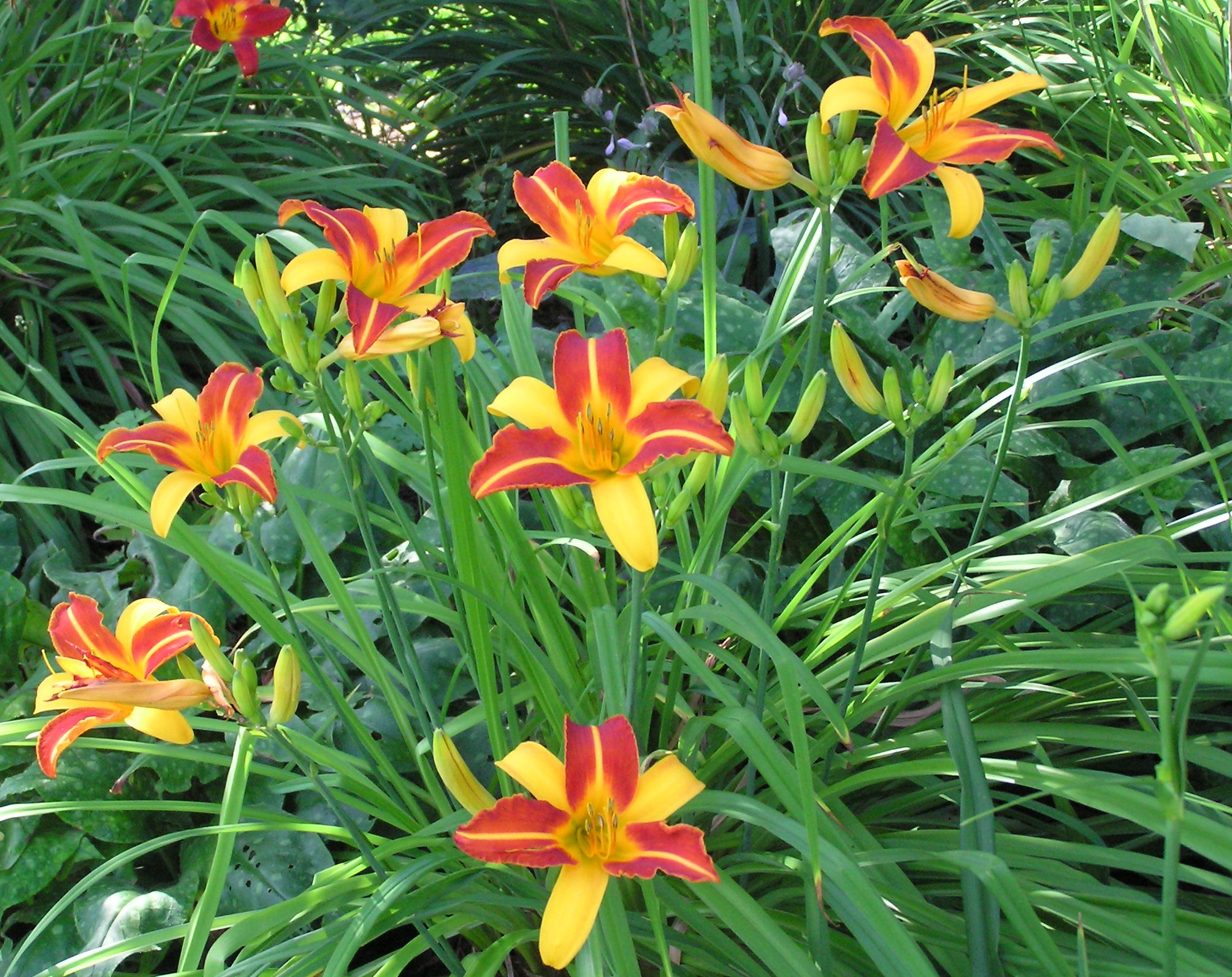
'Frans Hals'

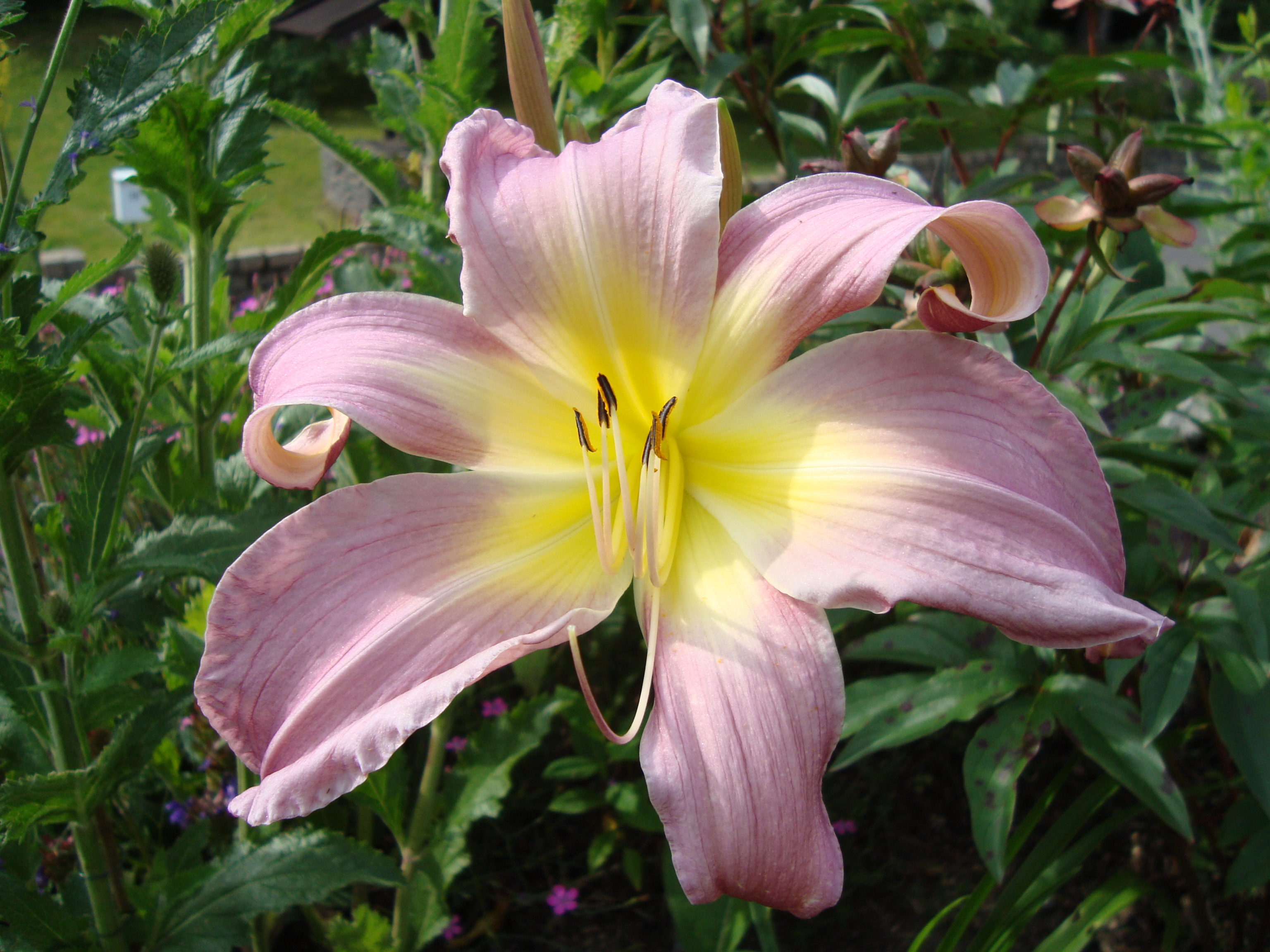
'Lilting Lavender'

Liliowiec ogrodowy (Hemerocallis ×hybrida Hort.) – gatunek byliny z rodziny złotogłowowatych. Pochodzi z Azji wschodniej i Europy Południowej. Roślina powstała w wyniku wielokrotnego krzyżowania między sobą takich gatunków jak: liliowiec rdzawy, żółty, mniejszy, cytrynowy, Dumortiera, Midendorfa i Thumberga.

## Morfologia
ŁodygaW postaci krótkiego kłącza.
LiścieRównowąskie, łukowato wygięte, o długości ok. 70 cm, rozkładające się na boki.
KwiatyDuże, wyrastające na bezlistnym pędzie ponad liście. Na jednym pędzie od 1 do 10 kwiatów barwy żółtej, pomarańczowej, miedzianej, różowej lub jasnoczerwonej. Poszczególne kwiaty kwitną często tylko jeden dzień. Nie nadają się na kwiat cięty, po ścięciu bowiem ich kielichy od razu się zamykają. Kwitnienie od maja do września (zależnie od odmiany).
KorzenieGrube, mięsiste i długie sięgające do 80 cm w głąb gleby (dzięki temu roślina znosi suszę).

## Uprawa
Bylina, wymagająca wilgotnej gleby i słonecznego lub lekko zacienionego stanowiska. Dobrze rosnąca na glebach próchniczych i wilgotnych. Każdy kwiat kwitnie jeden dzień, jednak szybko pojawiają się kolejne, dzięki czemu liliowce stanowią ozdobę wielu ogrodów przez kilka miesięcy. Roślina niewymagająca regularnego podlewania, należy jednak uważać, by nie przesuszyć gleby. Odmiany nieodporne na mróz należy okrywać. Może pozostać w jednym miejscu nawet 20–30 lat.

## Zastosowanie
- Roślina rabatowa, znakomicie nadaje się do obsadzania brzegów zbiorników wodnych oraz sadzenia w grupach na trawnikach.
- Niektóre części liliowców są całkowicie jadalne. Chińczycy z powodzeniem wykorzystują w swojej kuchni młode liście, bulwy na korzeniach, suszone lub gotowane pąki kwiatowe.